# Mats Rohdin
Mats Åke Rohdin (* 19. Januar 1959 in Växjö) ist ein schwedischer ehemaliger Fußballspieler. Der Abwehr- und Mittelfeldspieler, der 1985 mit AIK Solna den schwedischen Landespokal gewann, ist mittlerweile als Filmwissenschaftler tätig.

## Werdegang
Rohdin begann mit dem Fußballspielen 1971 im Alter von zwölf Jahren in seiner Heimatstadt bei Östers IF. 1977 debütierte er unter Trainer Lars Arnesson für den Klub in der Allsvenskan. Während der Verein in den Spielzeiten 1978, 1980 und 1981 jeweils den Von-Rosens-Pokal für den schwedischen Meistertitel holte, gehörte er nicht zu den mit Goldmedaillen ausgezeichneten Meisterschaftsspielern. Auch in den folgenden Jahren war er nur Ergänzungsspieler. Nach 63 Erstligaspielen in acht Jahren verließ er Anfang 1985 den Verein.
Zum Studium der Kunstwissenschaft zog Rohdin nach Stockholm. Parallel schloss er sich dem in der Region beheimateten Erstligakonkurrenten AIK an. Der dortigen Trainer Rolf Zetterlund machte ihn zum Stammspieler auf der linken Mittelfeldseite, im Sommer des Jahres stand er mit dem Klub im Pokalendspiel gegen seinen vormaligen Klub. Gegen Östers IF holte sich die Mannschaft um Bernt Ljung, Björn Kindlund und Mats Olausson im Elfmeterschießen den Pokalsieg. In der Spielzeit 1986 verpasste er knapp einen erneuten Titelgewinn, als AIK sich ins Endspiel um den Meistertitel spielte. Nach einem 1:0-Hinspielerfolg holte sich Malmö FF durch einen 5:2-Rückspielsieg den Titel. 1989 verletzte sich der mittlerweile zum Abwehrspieler umfunktionierte Rohdin in einem Pokalspiel. Bis dato Stammspieler, spielte er dennoch regelmäßig bis zum Saisonende. In den Spielzeiten 1990 und 1991 musste er jedoch kürzertreten, so dass er Ende 1991 nach 128 Erstligaspielen für AIK seine aktive Profikarriere beendete. 1994 kehrte er noch einmal kurzzeitig im unterklassigen Amateurbereich für Huvudsta IS auf den Fußballplatz zurück.
Im Sommer 1988 sorgte Rohdin auch abseits des Spielfeldes für Schlagzeilen. Nachdem mehrere Mit- und Gegenspieler sich über rassistische Fangesänge und -rufe im Saisonverlauf beschwert hatten, schrieb er einen in der Zeitung Expressen veröffentlichten offenen Brief. Später wurde er für seinen Einsatz mit dem Ronny-Landin-Preis ausgezeichnet. Der Elitdomareklubben i fotboll verlieh ihm im folgenden Jahr seine Auszeichnung als Spieler des Jahres für seinen Einsatz für ein faires Spiel.
Bereits während seiner aktiven Laufbahn hatte Rohdin Ende der 1980er Jahre erste filmwissenschaftliche Artikel und Bücher veröffentlicht. Später promovierte er an der Universität Stockholm, an der er seit Mitte der 2000er Jahre in entsprechendem Fach lehrt. Ein Arbeitsschwerpunkt ist Ingmar Bergman, zusammen mit Maaret Koskinen verfasste er das Buch „Fanny och Alexander“ über den gleichnamigen Film.